# Dactylorhiza claudiopolitana
Dactylorhiza claudiopolitana är en orkidéart som först beskrevs av Lajos von Simonkai, och fick sitt nu gällande namn av Olga Borsos och Károly Rezsö Soó von Bere. Dactylorhiza claudiopolitana ingår i Handnyckelsläktet som ingår i familjen orkidéer. Inga underarter finns listade i Catalogue of Life.